# Literatura en retorromance
La literatura en retorromance es la literatura hecha en lengua retorromance, retorrománica o romanche, en cualquiera de sus variantes, tanto del lado de los Grisones (Suiza) como de Ladinia (Italia).

## Primeros testimonios
La primera muestra escrita de las hablas retorromances es el Vocabulari Sancti Galli, del siglo IX. Pero el primer texto escrito son quince líneas de un fragmento encontrados en el monasterio de Einsiedeln (cantón de Schwyz), datado del siglo XII.

## Edad Moderna
Con la llegada de la reforma protestante en el siglo XVI, empieza a desarrollarse la literatura en retorromance. 
La primera obra de importancia la compuso Gian Travers de Zuoz, La chanzun da la guerra dal chastè de Müsch en 1527, de 704 versos, versión de un poema del siglo XII, donde canta la detención del castellano de Müsch, G.G. Medici, cuando volvía de la embajada con el duque de Milán. Más tarde escribiría otras obras, como las bíblicas Histoargia dalg bio patriarch Joseph (1534) e Histoargia dalg filg pertz (1534). El más destacado fue el gran humanista Simón Lemn-Margadan, Simon Lemnius (1511-1550), discípulo de Philipp Melanchthon, traductor de la Odisea al retorromance y del poema épico nacional en latín Rhaetis (1538) y del drama Monarchopornomachia (1539).
En Puschlaff (vallader), Joschiam Bifrun de Samaden (1506-?) publicó en 1560 L'g nuof Sainc Testamaint da nos Signer Jesu Christi. Por su parte, Ulrich Chiampel de Süs (1510-?) escribió en latín Descriptio Rhaetiae alpestris (1562) y en romanche los salmos protestantes Cudesch da psalms, chi sun fats e mis a chiantàr in ladin (1563). En 1601 Daniel Bonifaci escribió el catecismo Curt mussaiment dels principals punctgts della christianevla religiun. Pero el autor más destacado del periodo es el cura protestante Steffan Gabriel d'Ilanz (vallader), quién escribe Igl ver sulaz da pievel giuvan (1611), Unna stadera de pasar, quala seig la viera cardienscha (1625) de carácter polémico, mientras Gian Anteon Calvenzano compone un Catechismus (1611) en sursilvano y Lucio Gabriel traduce el nuevo testamento al romanche; Adam Naulli escribió Anatomía del sulaz del Steffan Gabriel (1618); el p. M. Lodovico Molitor compuso Un cudischiet da sainchias historias (1652), canciones bíblicas; F. Zaccaria escribió en sursilvano Speghel da devotiun (1665) y Glisch sin il candelier (1685). En 1678-1679 Vulpius y Dorta elaboraron La Sacra Biblia, quai ais tuot la Sancta Scrittüra, traducción de la Biblia al bajo engadinés.
La literatura de finales del XVII y mediados del XVIII, muy prolífica, es principalmente de carácter religioso y devocional, pero también hay polémicas, descripciones, libros de viajes y alguna narrativa. Después del anónimo La canzun de Santgia Margriatha, destacan Johan Jüst Ander, que escribió Spejel Cristian (1681); Gion Grass hace Psalms de David (1683); Jon Martin compuso la pieza de teatro profano Philomela (1684); en 1690 se publicó la antología de himnos del convento de Disentis, Consolaziun dell'olma devotiusa; entre 1717 y 1719 se editan la Biblia de Cuera, la Passiun de Sumvitg, la Passiun de Lumbrein y la Dertgira nauscha. El primer escrito en romanche de carácter administrativo fue Fuorma delg dreig civil e criminal (1731) y la obra de P. Saluz Un curt antruvidament par la juvantengia en las scholas (1739), primero escrito de carácter pedagógico para las escuelas. A finales del siglo también destacarían la obra de Mengia Wielanda Ouvretta musicala (1754) y la gramática romanche-alemán (1771) de B. Veith.

## El siglo XIX
En torno al diario Grischun Rumonsch (1836-1839) aparece la primera generación de autores modernos en lengua romanche. Los más destacados fueron Alfons Tuor, Gian Chasper Muoth (1844-1906), poeta y profesor de latín e historia en la universidad de Coira, con Il giodia (1886), Il cumin d'Ursira (1900) y Canzuns della spatlunzas (1901); Giovannes Mathis, Simeon Caratsch (1826-1895) con Poesías umoristicas e populares (1865), Flurin Camathias (1871-1946) quién simpatizaba con Frédéric Mistral y mantuvo contactos con el Félibrige, Gion Huonder (1824-1867) con el poema Il puro Surveran, Marius Carnot, Chasper Pult y el engadinès Andrea Bezolla (1840-1897). Los más destacados fueran Conradin de Flugi (1789-1874), autor de unas Rimas; Zaccaria Pallioppi (1820-1874), con Poesías… (1864-1868), Ortografia et ortopedia del idiom romauntsch d’Engiadin’ota (1857), primera gramática romanche de carácter normalizador, basada en el hablar engadinès y el estudio Dizionari dels idioms romauntschs d'Engiadin'ota e Bassa (1893-1895), publicado por su hijo, con intención normativa; Gian Fadri Caderas (1830-1891), el gran poeta del momento, autor de Il farmacista (1864), Ravania (1868), Sorrirs e larmas (1887), Flours alpinas (1885) y Nouvas rimas(1879); Clementina Gilli (1858-1942) autora del cuento Fruonzia (1926) y Gian Michel Nay (1860-1920) con el poema La vacha pugnera en Ovras da G.M. Nay (1926-1927).
Posteriormente aparecieron algunas gramáticas opuestas a la de Pallioppi, como la de D. Carigiet (1856) y G.A. Bühler (1864). Janbatista Alton compuso Rimes ladines (1885) y Stories y chianties ladines (1895). La aparición en 1885 de la Societad Retorumantscha alentará la aparición de nuevos autores como Gian Budi, autor de Pareolas engiadinaisas y Caspar Descurtins, con Chrestomazeia retorumàntscha (1892-1919). Schimun Vonmoos (1864-1940) traducirá al retorrománico las obras de Ramuz y de otros.

## El siglo XX
En 1919 los escritores réticos Peider Lansel y Men Rauch fundan la Lia Rumantscha/Ligia Romontscha, sociedad política y cultural que une las ya existentes (Rumanía, Uniun dals Grischs, Renania, Uniung Rumantscha da Surmeir), que difundirá la Grammatica teoretica, practica ed istorica della lingua ladina (1915) y el Dicziunarii scurznieu de la lingua ladina (1929) de A. Velleman en Samaden, para unificar las diferentes hablas en una sola escritura. También fomentarán la creación de prensa romanche, como el diario Gazetta Ladina (1920) y Fögl Ladin (1939) de Men Rauch.
Esto facilitó la aparición de nuevos autores ladinos; los lingüístes Andrea Schorta, Alexi Decurtins y Augustin Maissen; los poetas A. Caflisch (1893-1971), Flurin Darms (1918), autor de los poemas Per vesiders jeu e ti (1960) y la novela Sut il pinut (1972); Curo Mani (1918), Luisa Famos (1930-1974), Theo Candinas (1929), G. Tscharner (1933), Sep Mudest Nay (1892-1945) y Flurin Darms (1918), R.R. Bezzola, con Tiara grischuna (1943); y A. Lozza (1880-1953); los dramaturgos Men Dure Gaudenz (1899-1992) y G. Belsch (1913); y los narradores R. Caratsch (1901-1978), Gion Deplazes (1928) autor de La bargia de tchéss (1964), Toni Halter (1914), con Festival da Porclas (1952), Clà Biert (1920-1981), L. Hendry (1920), Dado Cadruvi y la autora de cuentos Selina Chönz con el pintor Alois Carigiet.
Los autores más destacados han sido, sin embargo, Peider Lansel (1863-1943), Jon Semadeni (1910), Men Rauch (1888-1958); Hendri Spescha (1928) con las narraciones La tentaziun di Giachen Malun (1953), Lo viene va trent'ons (1958), los poemas Alla notg (1963) y los dramas E tut quei che mus vein da retscheiver (1955) e Il lomo (1963); Tista Murk (1915) con la narración Il chauvrerin (1943), y Andri Peer (1921-1985), Gian Fontana (1897-1935), Fumegl Martin, Sidonia Caplazi y Mistral Gion Flury.
- Datos: Q11053166